# Nsikak Ekpo
Nsikak Ekpo, né le 14 avril 2003, est un athlète néerlandais spécialiste des épreuves de sprint.

## Biographie
Il remporte la médaille d'argent du relais 4 × 100 m lors des championnats d'Europe 2024 à Rome, en compagnie de Taymir Burnet, Elvis Afrifa et Xavi Mo-Ajok.

## Palmarès
| Date | Compétition                   | Lieu    | Résultat | Epreuve   | Temps   |
| ---- | ----------------------------- | ------- | -------- | --------- | ------- |
| 2021 | Championnats d'Europe juniors | Tallinn | 2e       | 4 × 100 m | 40 s 07 |
| 2024 | Championnats d'Europe         | Rome    | 2e       | 4 × 100 m | 38 s 46 |

## Records
| Épreuve | Performance | Lieu   | Date         |
| ------- | ----------- | ------ | ------------ |
| 100 m   | 10 s 25     | Genève | 22 juin 2024 |